# 섀도우 헌터스 1: 뼈의 도시
섀도우 헌터스 1: 뼈의 도시(영어: City of Bones)는 카산드라 클레어의 소설로, 《섀도우 헌터스 시리즈》의 첫 작품이다.